# Johannes Trithemius

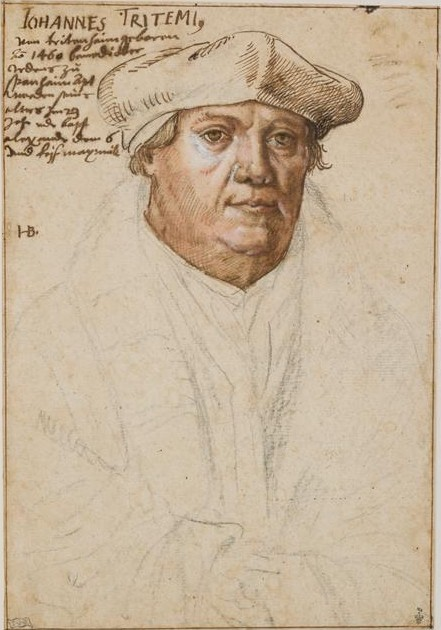
Johannes Trithemius
(Porträt 15. oder 16. Jh.)

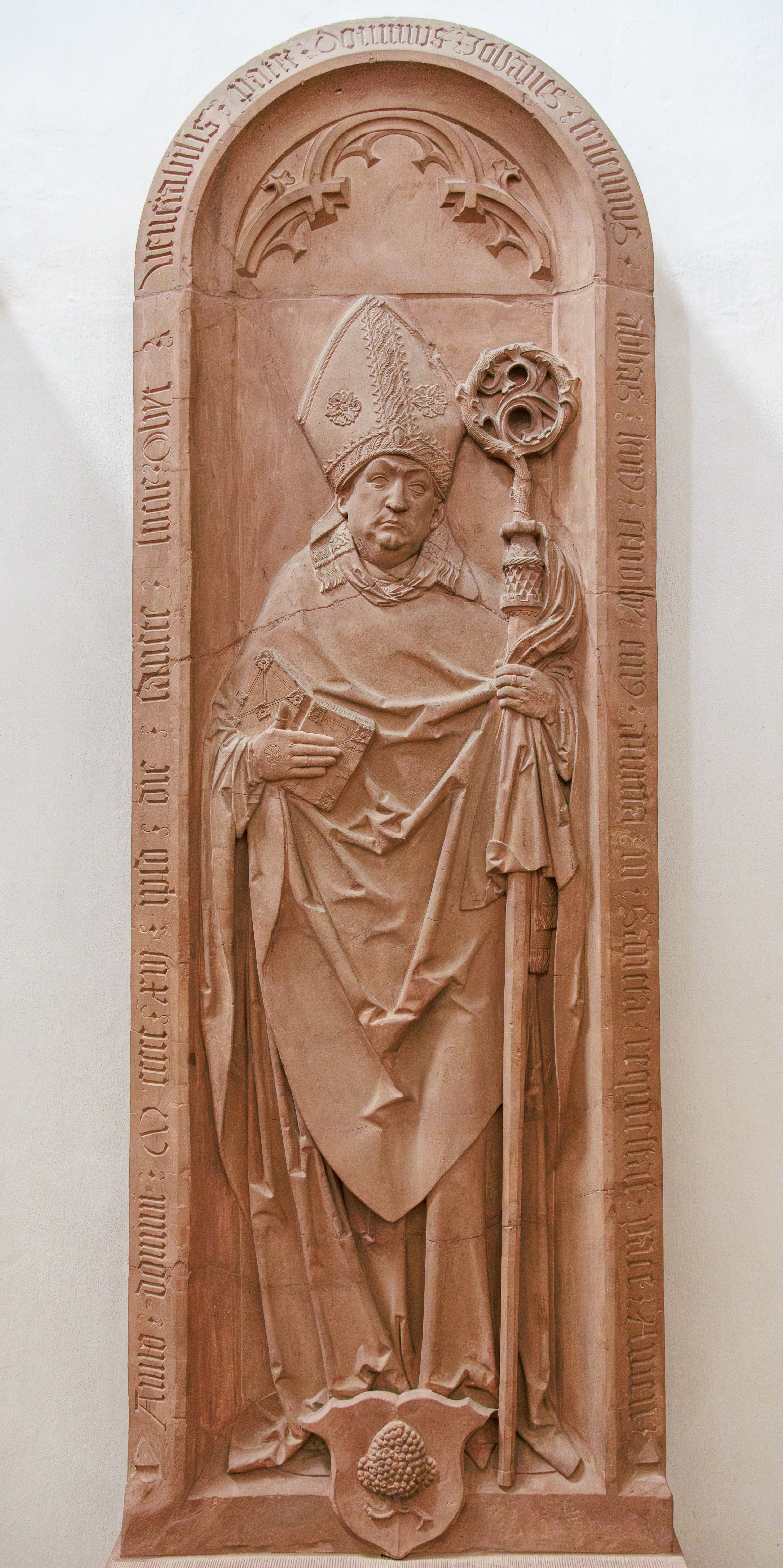
Johannes Trithemius (Relief von Tilman Riemenschneider, ca. 1516, Foto 2024)

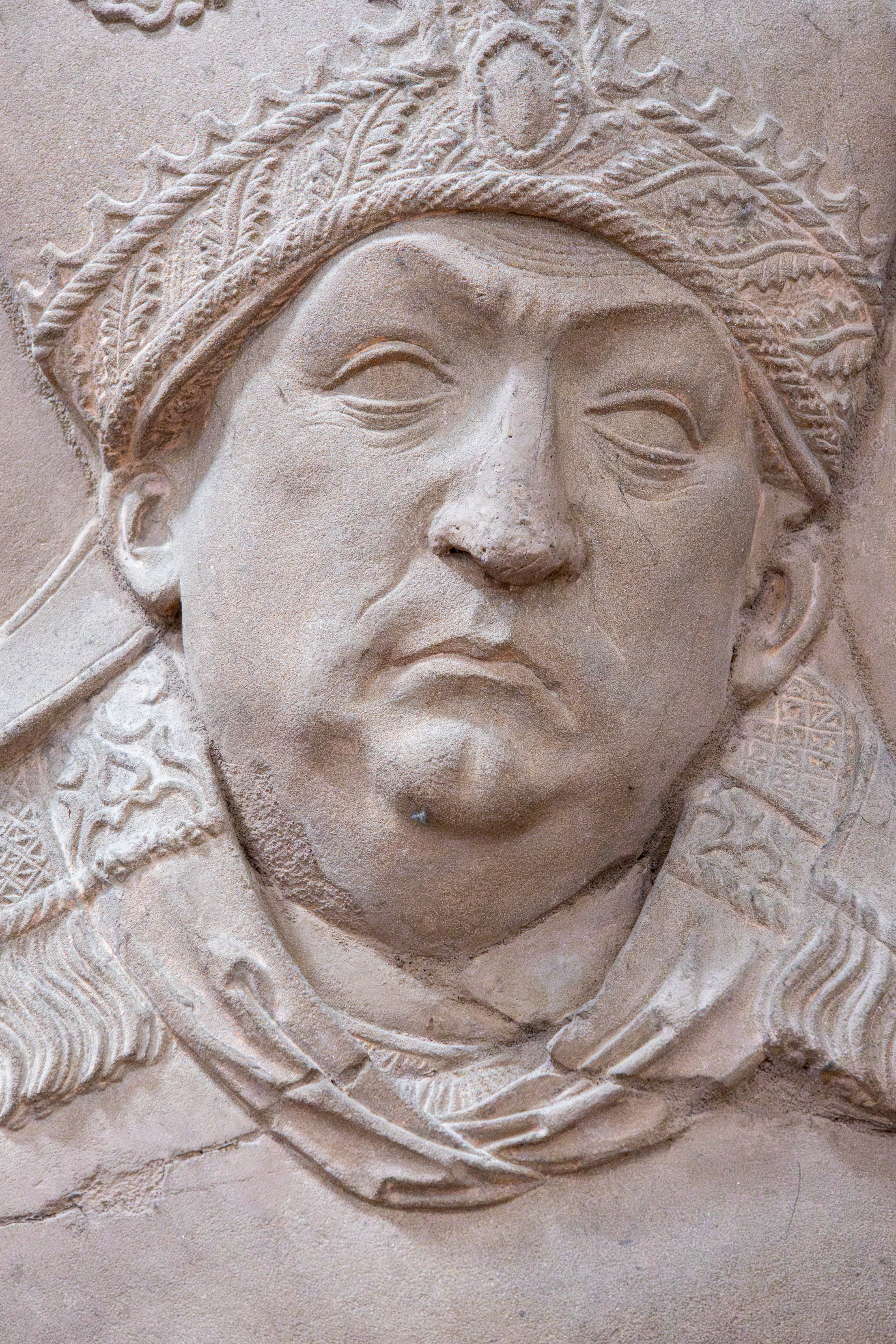
Detail des Reliefs

Johannes Trithemius (* 1. Februar 1462 in Trittenheim; † 13. Dezember 1516 in Würzburg) war ein deutscher Mönch, Abt der Benediktinerabtei Sponheim und ab 1506 vom Schottenkloster Würzburg, vielseitiger Gelehrter und Humanist. Er galt als „Erzmagier“ und wurde laut Wolf-Dieter Müller-Jahncke häufig mit anderen als Magier angesehenen Personen des 16. Jahrhunderts wie Faust, Agrippa von Nettesheim und Paracelsus in Verbindung gebracht. Er latinisierte seinen Namen und wurde auch Johannes von Trittenheim, Johann Heidenberg sowie Johannes Zeller genannt.

## Leben
Johannes Heidenberg latinisierte seinen Namen „Ioannes Tritemius“ (die Schreibungen mit „J“ und „h“ sind späteren Datums).
Bevor er ein Jahr alt war, starb sein Vater, Johann von Heidenburg. Sein Stiefvater, den seine Mutter Elisabeth sieben Jahre später heiratete, war ein Bildungsgegner und legte dem jungen Trithemius zahlreiche Steine in den Weg. Nur im Geheimen konnte er Griechisch und Latein erlernen, später auch Hebräisch. Mit 17 Jahren floh er aus seinem Elternhaus und begab sich auf die Suche nach herausragenden Lehrern. Dabei reiste er über Trier, Köln, die Niederlande und Heidelberg und gelangte Ende Januar 1482 in die Benediktinerabtei in Sponheim bei Bad Kreuznach, in die er eintrat. Am 29. Juli 1483, nur eineinhalb Jahre nach seinem Klostereintritt, wurde er als jüngstes Mitglied des Konvents zum 25. Abt des Klosters gewählt. Am 9. November empfing er durch den Mainzer Weihbischof Berthold von Oberg die Benediktion.
Mit Nachdruck beseitigte Trithemius die bis dato leichtlebigen Gewohnheiten der Mönche und brachte durch zahlreiche theologische und pädagogische Aktivitäten eine neue Ernsthaftigkeit ins Klosterleben. Durch diese Disziplinierungen und eine Neuregelung der Klosterrechte gelang ihm auch eine wirtschaftliche Konsolidierung der heruntergekommenen Finanzen. 1491 wurde in seinem Auftrag ein Besitzstandsregister des Klosters angelegt und zwei Weistümer erstellt. Seine ungewöhnliche Aktivität und Durchsetzungskraft blieb nicht lange unbemerkt. So wurde er bald als Visitator der umliegenden Schwesterklöster eingesetzt und zum Mitpräsidenten des Generalkapitels der Bursfelder Kongregation ernannt.
In Ausübung seiner amtlichen Tätigkeiten und als gefragter Prediger und Redner bereiste Trithemius weite Teile Deutschlands, sehr zum Vorteil seiner Leidenschaft, der Bibliothek des Klosters. Bei seinem Eintritt in das Kloster waren dort 48 Bücher vorhanden, in der damaligen Zeit für eine Klosterbibliothek eine durchaus übliche Anzahl. 1505, als Trithemius Sponheim den Rücken kehrte, war der Bestand auf mehr als 2000 Exemplare angewachsen, eine der umfangreichsten Bibliotheken Deutschlands. Der überwiegende Teil der Klostereinnahmen wurde dafür aufgewendet. Der Ruhm dieses Wissenschatzes strahlte über ganz Europa, machte damit auch Trithemius bekannt und zog einen Strom gelehrter Besucher nach Sponheim. Neben den führenden Humanisten seiner Zeit, Johannes Reuchlin, Conrad Celtis, Johann XX. von Dalberg, Dietrich Gresemund oder Jakob Wimpheling war er mit Bischöfen, Kurfürsten und selbst Kaiser Maximilian I. in Kontakt. Der Kaiser suchte theologische Beratung von ihm und beauftragte ihn mit einer genealogischen Studie über die Habsburger-Dynastie.
Die zahlreichen hohen Gäste brachten Unruhe und aufwendige Arbeit für die Mönche. Trithemius verstand sich als Klosterreformator, der um eine strengere Tagesordnung, vermehrte Fasttage und klösterliche Disziplin bemüht war. Es kam zwischen ihm als Abt und dem Konvent zu vermehrter Spannung. 1506 fand Trithemius im Schottenkloster Sankt Jakob in Würzburg auf Ruf des humanistischem Gedankengut gegenüber aufgeschlossenen Fürstbischofs Lorenz von Bibra eine neue Heimat. Dort wurde er im selben Jahr ebenfalls zum Abt gewählt; diese Funktion hatte er bis zu seinem Tod 1516 inne. In Sankt Jakob wurde er wegen seiner Gelehrtheit wohl hochgeachtet, der Verlust seiner Bibliothek überschattete und verbitterte jedoch seinen Lebensabend.
Er wurde im Würzburger Schottenkloster begraben (ab 1825 Kollegiatstift Neumünster). Sein Grab-Epitaph, das ihn im Pontifikalgewand mit Mitra und Stab zeigt, stammt aus der Schule Tilman Riemenschneiders.

## Werk und Wirkung
Trithemius gilt als eine der vielseitigsten und bedeutendsten deutschen Gelehrtenpersönlichkeiten seiner Zeit, und das, obwohl er nie eine Universität besucht hatte. Neben seiner regen Vortragstätigkeit war er ein begehrter Lehrer und Ratgeber in intellektuellen und höfischen Kreisen. Die Freunde Johannes Reuchlin und Conrad Celtis rühmten seine Gelehrsamkeit. Alexander Hegius berichtete über seinen Besuch mit den Worten: „Ich habe das große, glänzende Licht der Welt gesehen.“ Der junge Kurfürst Joachim I. von Brandenburg nannte Trithemius den „Glanz unseres Zeitalters“.
Trithemius verfasste über 90 Werke theologischer, historischer, bibliographischer und geheimsprachlicher Natur. Sein erstmals 1494 in Basel gedrucktes Werk Liber de scriptoribus ecclesiasticis, ein Verzeichnis von 962 kirchlichen Schriftstellern, zusammen mit den Anfangsworten ihrer Werke, gilt als eine der ersten Bibliografien.

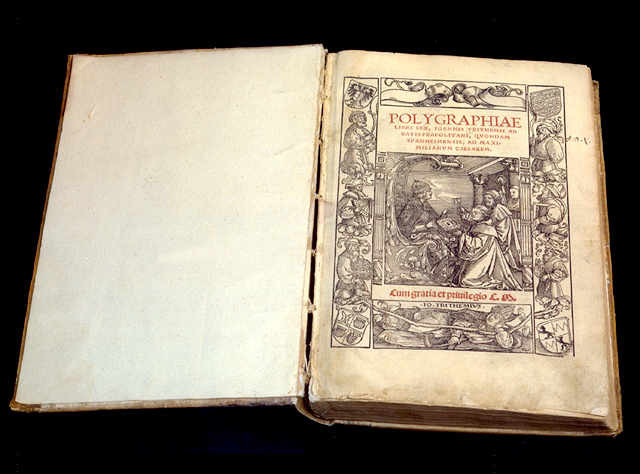
Die Polygraphiae des Johannes Trithemius ist das erste gedruckte Buch zum Thema Kryptographie

Trithemius befasste sich über 20 Jahre seines Lebens mit Sprachen und Geheimsprachen bzw. Geheimschriften; diese Interessen fanden ihren nachhaltigsten Niederschlag in zwei kryptologischen Werken: zuerst in der in zwei Fassungen konzipierten und vom Autor nicht veröffentlichten Steganographia (1499/1500), dann in der wiederholt überarbeiteten Polygraphia (1508/1515), einer Anleitung zur Erstellung und Entzifferung von Geheimschriften. Im 1508 verfassten fünften Band seiner sechsbändigen Polygraphia stellte Trithemius seine Tabula recta vor. Es handelte sich dabei um eine quadratische Darstellung der Buchstaben des Alphabets, bei der in jeder Zeile die Buchstaben um einen Platz weiter nach links verschoben werden und sich so zur Verschlüsselung von Texten verwenden lassen. Bei der Polygraphia handelte es sich um das erste gedruckte Buch zum Thema Kryptographie. Dieses Werk, in Trithemius’ Schlussredaktion, leitete unmittelbar nach seinem Tod eine Serie von Trithemius’ Gesammelten Werke in Einzelausgaben ein.
Obwohl er die vulgäre Alchemie ablehnte, hatten seine Ideen, insbesondere seine Interpretation der Tabula Smaragdina, Einfluss auf das alchemistische Denken. Zu seinen Schülern zählte Heinrich Cornelius Agrippa von Nettesheim, der 1510 in Sponheim war und dort in der Bibliothek sein Hauptwerk De occulta philosophia ausarbeitete und dieses Trithemius widmete, der ihm riet, das Werk geheim zu halten.

## Kontroversen
1494 geriet Trithemius in einen theologischen Konflikt, als er in De laudibus sanctissimae matris Annae (‚Zum Lob der heiligen Anna‘) behauptete, dass diese ihre Tochter Maria unbefleckt empfangen habe. Gegen Ende seines Lebens wurde Trithemius vom Ruf eines Geschichtsfälschers eingeholt, als er – um genealogischen Forschungsbestrebungen Kaiser Maximilians entsprechen zu können – die Chronisten „Meginfried“ und „Hunibald“ erfand. Trithemius’ Annales Hirsaugienses wie auch seine Angaben zur Frühgeschichte des Klosters Sponheim und zur Genealogie der Spanheimer erweisen sich gelegentlich als unzuverlässig.
Über die missverstandene, da seinem Besucher Bo[u]velles gegenüber nicht erläuterte Steganographia geriet Trithemius seit 1503 in den Verdacht der schwarzen Magie. Im Antipalus maleficiorum (‚Gegner der Hexereien‘) wendet Trithemius sich gegen vermeintliche Zauberer und Hexen, wobei der Bibliograph auch eine ausführliche Liste aufgrund ihres theologischen Inhalts erlaubter und unerlaubter Schriften erstellt. Im De septem secund[da]eis (‚Von den sieben [Hilfs]geistern‘) berichtet Trithemius ein drittes Mal von den erstmals in Steganographia III, dann auch in der Polygraphia auftretenden Planetengeistern, die in Gottes Auftrag die Welt regierten, und beendet diesen Exkurs mit einem vorsichtigen „Wer diesen Dingen Glauben schenkt.“

## Rezeption

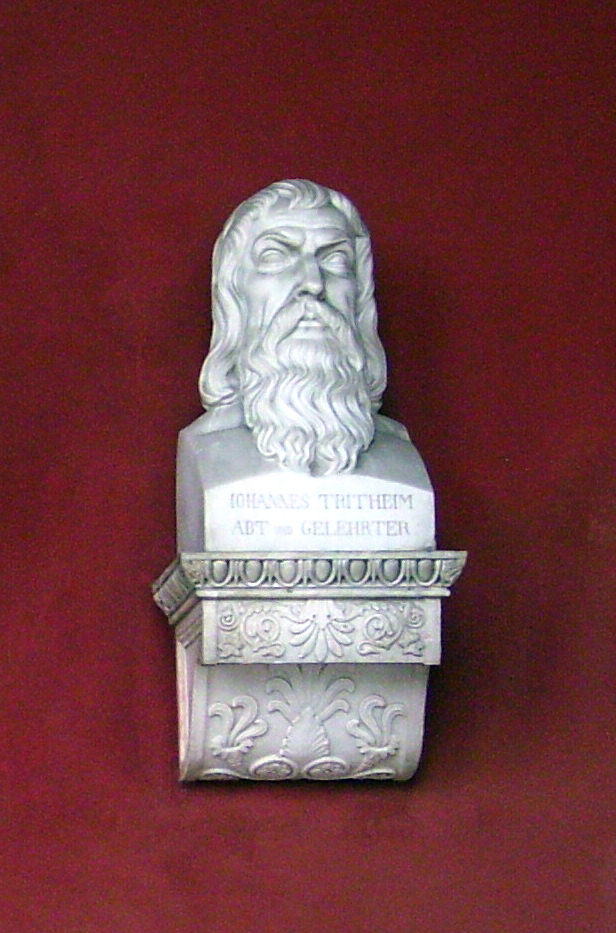
In der Ruhmeshalle

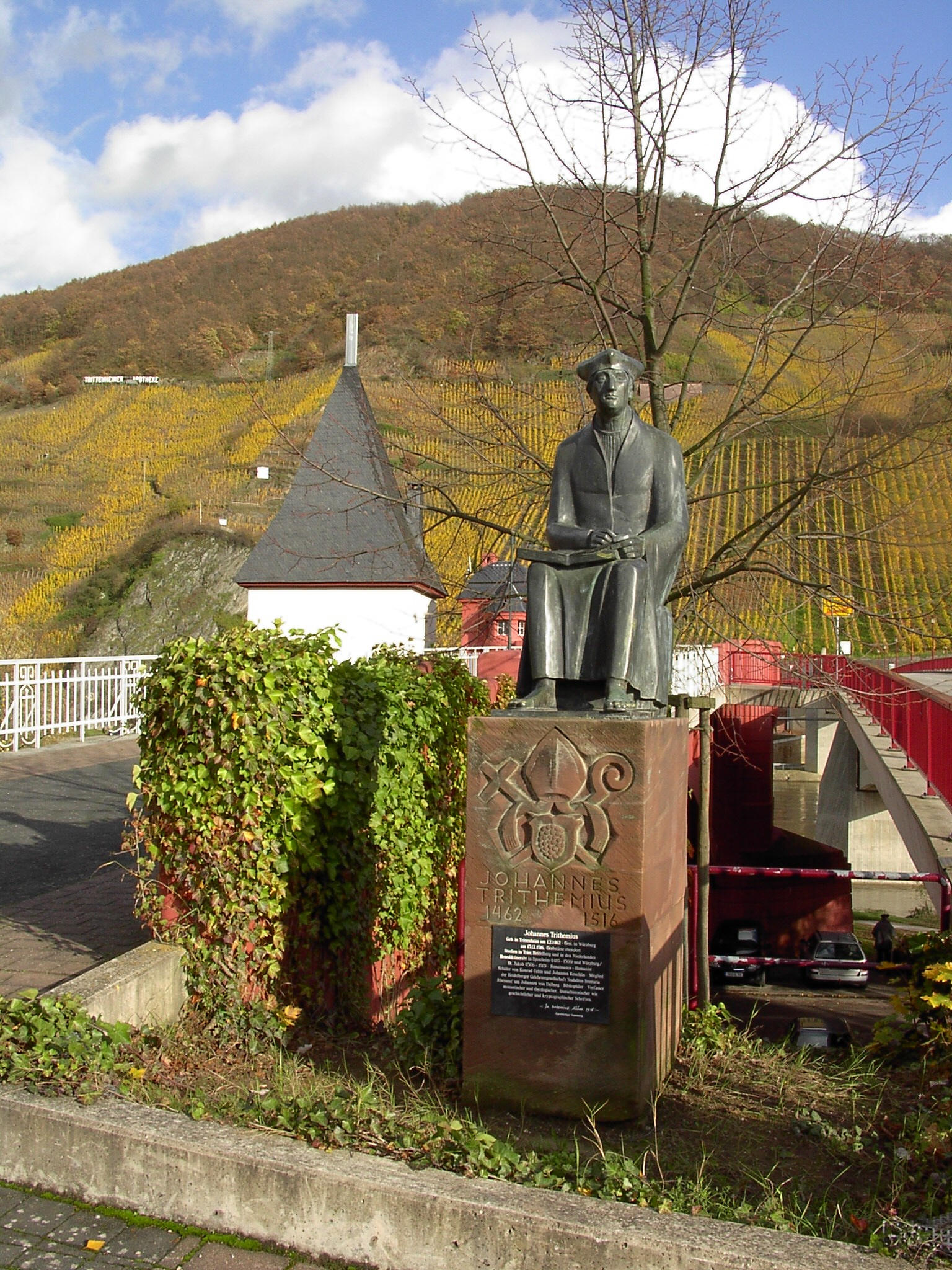
Skulptur (zwischen alter und neuer Moselbrücke). Trittenheim

Trithemius’ Steganographia (und auch Heidels Nachdruck und Erklärungen, 1676 und 1721) standen bis Ende des 19. Jahrhunderts auf dem Index verbotener Bücher.
Eine Büste des Johannes Trithemius steht in der Ruhmeshalle in München.
1962 wurde ihm zu Ehren ein Standbild in Trittenheim an der Mosel errichtet.

## Schriften (Auswahl)
- Annales Hirsaugienses, 1509–1514
- Antipalus maleficiorum, 1508

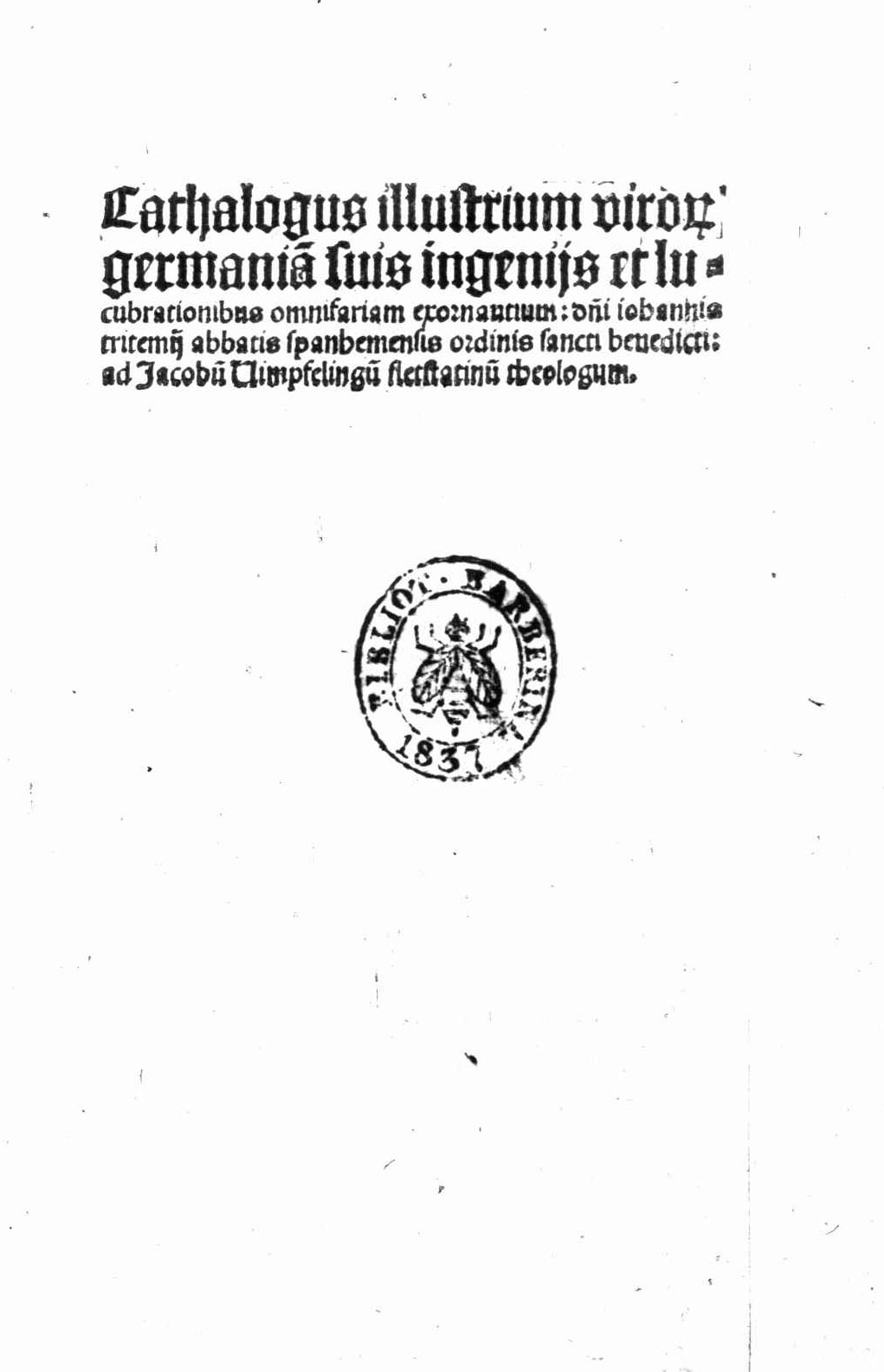
Catalogus illustrium virorum Germaniae, 1495

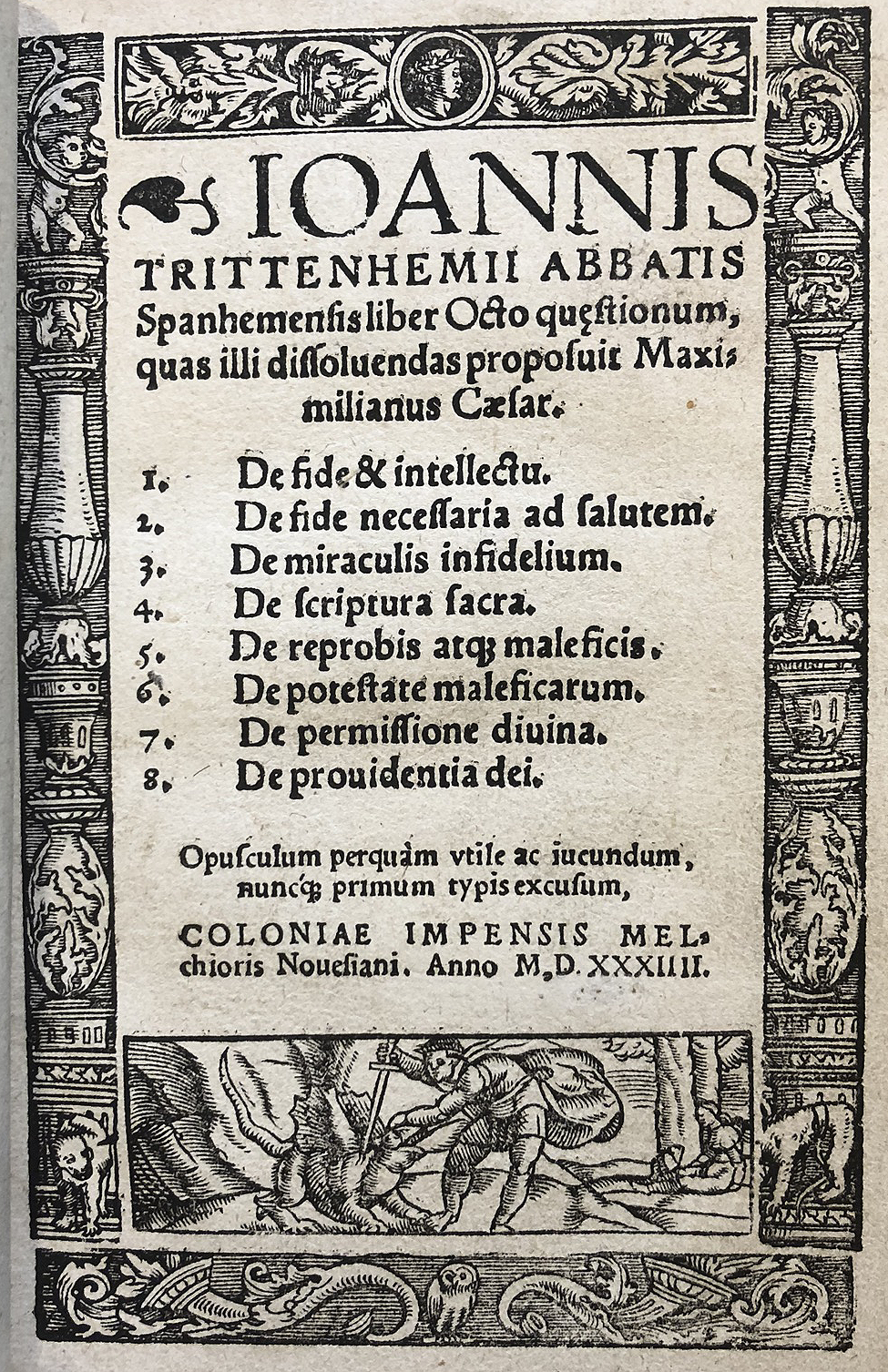
Liber octo quaestionum, quas illi dissoluendas proposuit Maximilianus, 1534

- Cathalogus illustrium virorum germaniam suis ingenijs et lucubrationibus omnifariam exornantium, 1491–1495 (Digitalisat) – Nachschlagewerk über deutsche Schriftsteller und Schriftstellerinnen des Mittelalters, gilt als erste deutsche Literaturgeschichte
- Chronicon Hirsaugiense, 1495–1503
- Chronicon Sponheimense, ca. 1495–1509 – Chronik des Klosters Sponheim, 1024-1509; Eigenverlag Carl Velten, Bad Kreuznach 1969 (deutsch)
- Chronicon successionis ducum Bavariae et comitum Palatinorum, ca. 1500–1506. Übers.: Chronicon Des hochlöblichen hauß der Pfaltzgraffschafft bey Rhein / und Hertzogthum in Beyern, 1616 (Digitalisat)
- Compendium sive breviarium primi voluminis chronicarum sive annalium de origine regum et gentis Francorum, ca. 1514
- De cura pastorali, 1496
- De duodecim excidiis oberservantiae regularis, 1496
- De institutione vitae sacerdotalis, 1486
- De laude scriptorum manualium, 1492 (Digitalisat) – Zum Lob der Schreiber; Freunde Mainfränkischer Kunst und Geschichte e. V., Würzburg 1973 (lateinisch/deutsch).
- De laudibus sanctissimae matris Annae, 1494 (Digitalisat)
- De origine gentis Francorum compendium, 1514 – An abridged history of the Franks / Johannes Trithemius. AQ-Verlag, Dudweiler 1987, ISBN 978-3-922441-52-6 (lateinisch/englisch)
- De origine, progressu et laudibus ordinis fratrum Carmelitarum, 1492
- De proprietate monachorum, 1495 (Digitalisat)
- De regimine claustralium, 1486
- De scriptoribus ecclesiasticis, 1494 (Digitalisat)
- De septem secundeis id est intelligentiis sive spiritibus orbes post deum moventibus, ca. 1508
- De statu et ruina monastici ordinis Mainz: Peter Friedberg 1493 Digitalisat
- De triplici regione claustralium et spirituali exercitio monachorum, 1497
- De vanitate et miseria humanae vitae, 1495 (Digitalisat)
- De visitatione monachorum, um 1490
- De viris illustribus ordinis sancti Benedicti, 1492
- Exhortationes ad monachos, 1486
- In laudem et commendatione Ruperti quondam abbatis Tuitiensis, 1492
- Liber octo quaestionum, 1515
- Liber penthicus seu lugubris de statu et ruina ordinis monastici, 1493 (Digitalisat)
- Nepiachus, 1507
- Polygraphiae libri sex, 1508 (Digitalisat)
- Steganographia, ca. 1500
- Vita beati Rabani Mauri, ca. 1515

## Ausgaben
17. Jahrhundert
- Marquard Freher: Opera historica. Frankfurt 1601 (Nachdruck: Minerva, Frankfurt/Main, 1966)
- Johannes Busaeus: Opera pia et spiritualia. 1604 und 1605 (Digitalisat)
- Johannes Busaeus: Paralipomena opuscolorum. 1605 und 1624

Neuzeit
- Klaus Arnold: Johannes Trithemius: De laude scriptorum – Zum Lobe der Schreiber. Eingeleitet, herausgegeben und übersetzt, Würzburg 1973 (Mainfränkische Hefte, H. 60)
- Maximilian Gamer: Die Polygraphia des Johannes Trithemius nach der handschriftlichen Fassung. Edition, Übersetzung und Kommentar. Brill, Leiden 2022 (Mittellateinische Studien und Texte. Bd. 56/1 und 56/2).